# NGC 2778
NGC 2778 is een elliptisch sterrenstelsel in het sterrenbeeld Lynx. Het hemelobject werd op 28 maart 1786 ontdekt door de Duits-Britse astronoom William Herschel.

## Synoniemen
- UGC 4840
- MCG 6-20-43
- ZWG 180.54
- PGC 25955